# منطقه حفاظت‌شده کوه پوزک
منطقه حفاظت شده کوه پوزک، در استان سیستان و بلوچستان یا مساحت ۴۶۱۴۴ هکتار، از سال ۱۳۷۸ تحت حفاظت درآمد، دارای آب و هوای گرم و خشک است. این منطقه دارای اراضی شور با پوشش گیاهی ضعیف است. گونه‌های اصلی جانوری منطقه عبارتند از: خرس سیاه، قوچ و میش، بز و پازن، روباه معمولی، روباه شنی، شغال، خرگوش، سنجاب بلوچی، خدنگ، موش دوپا، تیهو، کبک، باقرقره، هدهد، سبز قبا، چکاوک کاکلی، شبگرد بلوچی، چک چک سر سیاه، چک چک دم سفید، غراب گردن قهوه‌ای، دراج، جیرفتی، انواع کوکرها و انواع پرندگان شکاری.